# Fulin-Kultur
| Paläolithische Kulturen Chinas | Paläolithische Kulturen Chinas |
| ------------------------------ | ------------------------------ |
| Paläolithikum                  |                                |
| Xihoudu-Kultur                 | 1270000 BP                     |
| Ordos-Kultur                   | 50000–35000 BP                 |
| Xiachuan-Kultur                | 24000–16000 BP                 |
| Xiaonanhai-Kultur              | 22650–21650 BP                 |
| Tongliang-Kultur               | 24450 ± 850 BP                 |
| Maomaodong-Kultur              | 14600±1200 BP                  |
| Fulin-Kultur                   |                                |
| Kehe-Kultur                    |                                |
| Dingsishan-Kultur              |                                |
| Gezidong-Kultur                |                                |
| Miaohoushan-Kultur             |                                |
| Donggutuo-Kultur               |                                |
| Xiaochangliang-Kultur          |                                |
| Shilongtou-Kultur              |                                |
| Shuicheng-Kultur               |                                |
| Shuidonggou-Kultur             |                                |
| Yanbulaq-Kultur                |                                |
| Mittelsteinzeit                |                                |

Die Fulin-Kultur (Fùlín wénhuà 富林文化, Fulin Culture) ist eine paläolithische Kultur, die 1960 in der Großgemeinde Fulin (102°40´ E x 29°20´ N) (富林镇) des Kreises Hanyuan, Provinz Sichuan, entdeckt und 1972 ausgegraben wurde. Es wurden Steinwerkzeuge in Gemeinschaft mit pleistozänen Säugetierresten entdeckt.

## Funde
Es wird von drei Fundstellen berichtet, deren Artefakte aber nur zu einer Fundstelle zu gehören scheinen, die am linken Ufer des Tatu gelegen ist. Aus einer 1 m² großen Sondagegrabung stammen 162 Stücke, darunter sind drei Kerne, 14 bearbeitete Abschläge und 145 unbearbeitete Abschläge. Die Fundschicht befand sich 2,1 bis 2,2 m unterhalb der Geländeoberfläche. Von den Kernen wird berichtet, dass diese präparierte Schlagflächen mit Abbauwinkeln von fast 90° hätten und eine irreguläre Form aufweisen.